# Burnup
Nella fisica dei reattori nucleari, il burnup o consumo è una delle misure dell'irraggiamento, definita come il calore prodotto da una certa massa di combustibile indirettamente per fissione di una parte dei suoi nuclei. L'unità di misura più utilizzata dai costruttori è il megawatt-giorno per tonnellata di combustibile che espresso in simboli è MWd/t, per ragioni storiche di retaggio bellico dato che il consumo completo per l'U235 puro è circa 1 000 GWd/t.
Ad esempio, considerando di volere caricare un reattore nucleare con un chilogrammo di uranio a basso arricchimento, esso va immesso nella maggior parte dei reattori sotto forma di biossido: per comprendere l'ossigeno bisogna moltiplicare per il rapporto fra le masse molari di biossido e di uranio (238+32)/238, ottenendo una massa combustibile di 1,134 kg. Se al suo scaricamento corrisponde un consumo di 10 GWd/t, dovrà aver prodotto non solo 24 000 MWh bensì 27 216 MWh termici (di cui circa il 30% viene trasformata in elettricità a seconda del rendimento del ciclo secondario). Dal consumo si può risalire alla frazione di fissioni avvenute, conoscendo l'energia media di ogni fissione (circa 200 MeV per i reattori termici ad acqua), quindi alla fluenza neutronica conoscendo la sezione di fissione media del combustibile.
L'aumento del consumo ha effetti benefici sull'economia dell'intera centrale nucleare: nei progetti dei reattori ad acqua leggera, l'impianto deve essere fermato per la ricarica del combustibile, quindi un alto consumo diminuisce il numero di fermate dell'impianto e permette di aumentare il fattore di carico della centrale, attualmente a circa il 90% (92% negli USA e 93% in Finlandia). Si riduce, quindi, anche il numero di elementi di combustibile da riprocessare o altrimenti da smaltire come scorie in un dato lasso di tempo, ma aumenta di contro la presenza di prodotti di fissione, plutonio ed attinidi per ciascun elemento di combustibile estratto, rendendo più radiotossiche le scorie e dunque più difficile il trattamento e/o lo stoccaggio. A parità di consumo non cambia però, la quantità totale di prodotti di fissione generati, visto che il consumo è direttamente proporzionale al numero di fissioni avvenute.
D'altra parte un maggiore consumo comporta un maggiore irraggiamento per i materiali strutturali che abbassa progressivamente le loro tenuta meccanica principalmente per infragilimento da radiazione, che si sovrappone allo scorrimento viscoso e alla corrosione con spesso effetti nonlineari di amplificazione reciproca. Nei reattori ad acqua per esempio il fattore limitante per la durata della ricarica è il margine sulla temperatura di transizione duttile-fragile della guaina, e quello limitante per la vita dell'impianto la temperatura di transizione duttile-fragile del recipiente, a meno che sia economico sostituirlo. Il consumo è insomma un indice del livello tecnologico del reattore intero, e non tanto del combustibile in sé.
Come ultimo vantaggio all'aumentare del consumo vi è una minore possibilità di proliferazione nucleare, visto che il plutonio prodotto nel reattore è in gran parte consumato già durante il funzionamento (circa 1/3 negli attuali LWR e circa la metà nei CANDU), e quello che esce è troppo ricco di plutonio-240 (che tende a fissionarsi spontaneamente prima di raggiungere la massa critica, e deve essere in quantità inferiore all'8%) e successivi per essere usato direttamente come ordigno nucleare. Reattori utilizzati per produrre plutonio per le bombe hanno, infatti, bassissimi burnup (circa 100 kWd/kg) per non consentire al plutonio-239 direttamente prodotto dalla cattura neutronica da parte dell'U238 di catturare altri neutroni e trasformarsi negli isotopi del plutonio più pesanti. Il plutonio uscente da un reattore commerciale è molto meno "puro", ad esempio, quello da un PWR a 53GWd/t, è composto dal 50,3% di Pu-239 ed il 24,1% di Pu-240, rendendolo quindi non usabile per ordigni nucleari.
I reattori ad acqua leggera di I generazione avevano dei burnup fino a circa 30 GWd/t, quelli attualmente in funzione di II sono sui 45 GWd/t, mentre i reattori attuali di III Generazione hanno burnup che vanno dai 60 ai 70 GWd/t. Nei reattori veloci di quarta generazione si vogliono superare i 200 GWd/t con l'impiego di materiali nuovi, in particolare con acciai per alte temperature derivati dal settore convenzionale o con acciai per alti irraggiamenti derivati dal settore della fusione nucleare.